# Zuidoostelijke Oblast
De  Zuidoostelijke Oblast (Russisch: Ю́го-Восто́чная о́бласть)  was een kraj van de RSFSR. De oblast lag in de Noordelijke Kaukasus. De oblast uit de oblast Don-vojsko, de oblast Koeban-Zwarte Zee, de oblast Terek, het gouvernement Stavropol en de Dagestaanse Autonome Socialistische Sovjetrepubliek. Al deze gebieden werden bestuurd door het Revolutionele Leger van de Arbeiders van Zuidoost-Rusland en de oblast ontstond op 7 augustus 1920. De oblast bestond tot 1924 en het gebied van de oblast op in de kraj Noordelijke Kaukasus. De hoofdstad was Rostov aan de Don.

## Geschiedenis
Het administratieve systeem van territoriale verdelingen in de RSFSR ontwikkelde zich op een vreemde manier. In het begin van de jaren 1920 was het inconsistent en onwerkbaar in de praktijk. Een reactie hierop was het 12e Congres van de Russische Communistische Partij op 23 april 1924 om een nieuw systeem van administratieve verdeling in twee gebieden uit te proberen in een industrieel gebied en een landelijk gebied. De zuidoostelijke oblast werd het landelijke gebied waar het nieuwe systeem werd uitgeprobeerd.
Op 13 februari 1924 bepaalde het Heel-Russisch Centraal Uitvoerend Comité  dat het gebied van de nieuwe oblast de territoria van de oblasten Don, Koeban en Terek, het gouvernement Stavropol de stad Grozny en de Kabardino-Balkaarse, Karatsjaj-Tsjerkessische, Adygese en de Tsjetseense autonome oblasten. Het gebied werd daarbij ingedeeld in districten of rayons. Op 2 juni 1924 deelde het presidium van het Heel-Russisch Centraal Uitvoerend Comité het gebied volgens een lijst van nieuwe okroegen  en oblasten in.
De oblast Koeban-Zwarte Zee werd in 1924 afgeschaft en vervangen door vier okroegen die onderverdeeld in districten door het Uitvoerend Comité van de oblast Koeban-Zwarte Zee. Op 19 juli 1924 werd de Zuidoostelijke Oblast vervangen door de kraj Noordelijke Kaukasus. Op 16 oktober 1924 werd dit besluit goedgekeurd door het Heel-Russisch Centraal Uitvoerend Comité en op 16 oktober door het Uitvoerend Comité van de oblast en die vaardigde op 16 november een resolutie uit waardoor deze beslissing uitgevoerd werd.